# Клан Мініс

Емблема (хрест) клану Мініс.

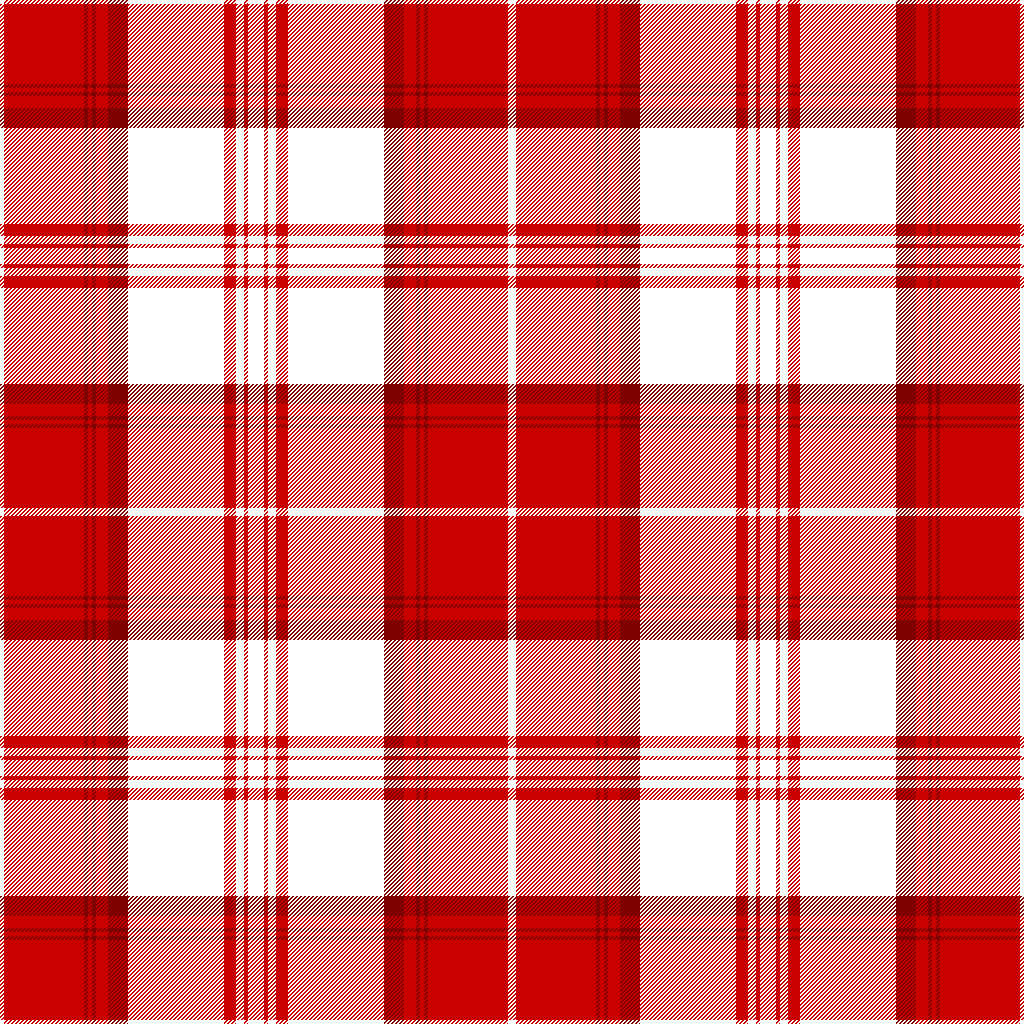
Тартан клану Мініс.

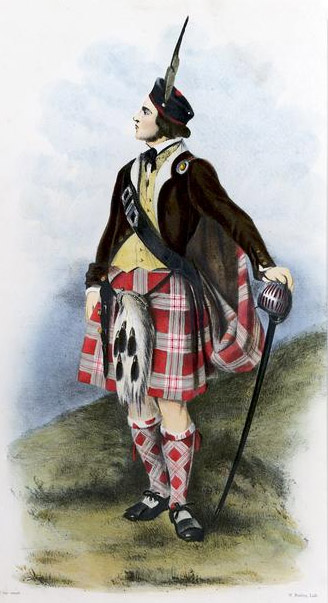
Людина з клану Мініс у традиційному одязі. Малюнок художника Р. Р. МакЯна. 1845 рік.

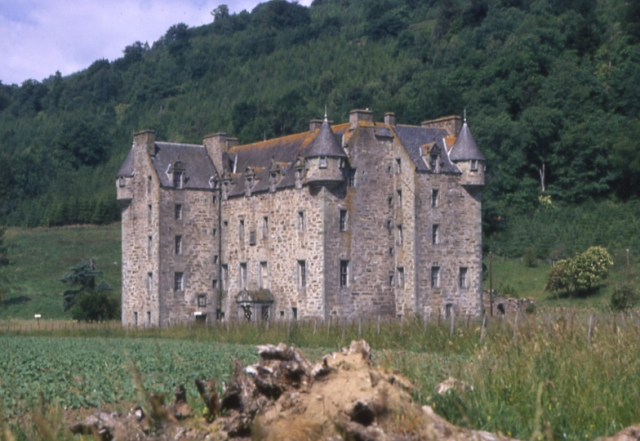
Замок клану Мініс.

Клан Мініс — (шотл. — Clan Menzies) — один з кланів гірської Шотландії (Гайленд).
Гасло клану: «З богом я буду».
Вождь клану: Девід Рональд Стюарт Мініс (шотл. — David Ronald Steuart Menzies).

## Історія клану Мініс

### Походження
Клан мініс походить з Норманії. Предки цього клану разом з Вільгельмом Завойовником у 1066 році прибули до Англії, а потім оселились в Шотландії. В Англії вони носили прізвище Маннер (англ. — Manner) і мали замок. Вони були предками аристократичного роду герцогів Ратленд (англ. — Rutland). Сер Робер де Майнерс (шотл. — Sir Robert de Myneris) з'явився в Шотландії при дворі короля Олександра II і мав королівський патронаж. Потім він став камергером у 1249 році. Сер Роберт отримав у володіння землі в Глен Лайон та Атолл. Ці землі він передав своєму сину — Олександру Страхтею (шотл. — Alexander Strathtay) у 1296 році. Олександр придбав землі Вім (шотл. — Weem) та одружився з Егідою (шотл. — Egida) — дочкою Джеймса Стюарта — V Високого Стюарда Шотландії.

### XIV століття— війна за незалежність Шотландії
Син Олександра Мініса — сер Роберт Мініс Другий був і сподвижником Роберта Брюса — борця за незалежність Шотландії, майбутнього короля Шотландії, і був нагороджений землями в Глен Дохарт, Фінларіг, Глен Орхі, Дарісдер.

### XV—XVI століття
Інший сер Роберт Мініс збудував замок Вім, що нині відомий як замок Мініс приблизно в 1488 році. Замок був розграбований у 1502 році Стюартом з Гарту під час війни за землі Фотерджіл. Джанет Мініс вийшла заміж за вождя клану Стюарт, і землі Гарт були її приданим. Клан Мініс звернувся до короля Шотландії Джеймса IV з проханням повернути ці землі — король ухвалив рішення на користь клану Мініс. Король наказав клану Стюарт зробити реституцію, і звести всі землі клану Мініс у баронство Мініс у 1510 році. У 1540 році Джеймс Мініс одружився з Барбарою Стюарт, дочкою Джона Стюарта — ІІІ графа Атолл і двоюрідного брата Генрі Стюарта — лорда Дарнлі, що потім став королем Шотландії.

### XVII століття— громадянська війна на Британських островах
Під час громадянської війни на Британських островах, що ввійшла в історію Шотландії як «війна трьох королівст», клан Мініс потрапив у вкрай несприятливу ситуацію. Джеймс Грем, І маркіз Монтроз сподівався на підтримку клану і послав гінця до клану Мініс, але з якихось причин посланець був поранений. Маркіз Монтроз вирішив, що клан до нього ворожий і почав проти нього військові дії, в сутичці вождь клану Мініс був смертельно поранений. Його син став майором в армії Ковенантерів і був убитий в битві під Інверлохі у 1645 році. У той же час клан Мініс незалежно від своїх вождів з Пертширу воював на боці маркіза Монтроза. Сер Гілберт Мініс з Пітфолда був з маркізом Монтроз протягом усієї війни і був разом з ним у битві під Інверлохі, коли син його вождя був і був серед його ворогів і був вбитий.
У 1665 році сер Олександр Мініс був нагороджений титулом баронета Нової Шотландії. Брат Олександра Мініса був полковником Джеймсом Мінісом з Кулбіна і мав більше 9 поранень під час війни. Джеймс є предком нинішніх вождів клану Мініс. Ще один з братів Олександра був убитий в битві під Вустер у 1651 році.
Вождь клану Мініс виступав проти політики короля Джеймса VII. Коли король Джеймс зрікся трону в 1688 році вождь клану Мініс підтримав королеву Англії Мері II і принца Вільгельма Оранського. Однак клан знову розділилися — майор Дункан Мініс з Форнока повів своїх людей на битву під Кіллікранкі в якій вони билися з урядовими військами. А серед урядових військ було багато людей з клану Мініс з Пертширу. Клан Мініс брав участь у битві під Кромдейл в 1690 році, де якобіти зазнали поразки.

### XVIII століття— повстання якобітів
Під час повстання якобітів у 1715 році клан Мініс з Калдерс підтримав повстання. Після придушення повстання люди з цього клану були відправлені на заслання в Меріленд — в Америку. Вождь клану повернувся з заслання. Клан не брав участі в повстанні якобітів у 1745 році, але допоміг Чарльзу Едварду Стюарту кіньми. Вождь гілки клану Мініс з Шіан взяв участь у повстанні і поліг разом зі своїм сином в бою. Гілка клану Меніс з Глен Лайон надала притулок розбитим повстанцям після битви під Куллоден, включаючи принца Чарльза.

## Септи клану
Dewar, Deware, Dewere, Jore, MacAndeoir, MacIndeoir, MacIndeor, MacIndoer, MacJore, MacKmunish, MacMean, MacMeans, MacMein, MacMeinn, MacMen, MacMenzies, MacMin, MacMina, MacMine, MacMinn, MacMinne, MacMinnies, MacMinnis, MacMonies, MacMonnies, MacMyn, MacMyne, MacMynneis, McMenzies, McMenzie, Mainzies, Makmunish, Makmynnes, Manzie, Manzies, Maynhers, McMinn, Mean, Meanie, Meanies, Means, Megnies, Meignees, Meigneis, Meigners, Meignerys, Meignes, Meignez, Mein, Meine, Meineris, Meingnes, Meingzeis, Meingzes, Meinn, Meinyeis, Meinyies, Meinzeis, Meinzies, Menees, Mengues, Mengyeis, Mengzeis, Mengzes, Mengzies, Mennes, Mennie, Menyas, Menyeis, Menyheis, Menyhes, Menzas, Menzeis, Menzes, Menzeys, Menzheis, Menzhers, Menzies, Menzis, Meygners, Meygnes, Meyneiss, Meyner, Meyneris, Meyners, Meyness, Miners, Mings, Minn, Minnis, Minnish, Minnus, Monsie, Monzie, Munnies.